# Александър Форест
Александър Форест (на английски: Alexander Forrest) е австралийски политик, предприемач, пътешественик-изследовател.

## Ранни години (1849 – 1870)
Роден е на 22 септември 1849 година в Бънбъри, Западна Австралия, четвърти от деветте сина в семейството на Уилям Форест и съпругата му Маргарет Гътри. Той е по-малък брат на изследователя и първи премиер на Западна Австралия – Джон Форест. Начално образование получава в държавното училище в родния си град, а средно в град Пърт.

## Експедиционна дейност (1870 – 1879)
През 1870 – 1871, заедно с брат си Джон Форес, извършва пътешествие по южното крайбрежие на Австралия от Пърт до Аделаида, като Джон извършва инструментална топографска снимка по целия маршрут. След завръщането си през 1871, извършва експедиция в Югозападна Австралия, на изток от Пърт.
През есента на 1874, отново участва в експедицията на брат си Джон, като в долината на река Мърчисън откриват подходящи земи за развитие на животновъдство.
През 1879 възглавява самостоятелна експедиция. Пресича Северозападна Австралия от устието на река Де Грей (20°00′ ю. ш. 119°00′ и. д. / 20° ю. ш. 119° и. д.) до трансавстралийския телеграф (град Дейли Уотърс). Изследва горните течения на реките Фицрой, Орд и Виктория, открива хребета Кинг Леополд (230 км, 936 м), а на изток от него изследва равнината Никълсън. Около теченията на реките Фицрой и Виктория открива добри за селскостопанска дейност земи, които скоро са заселени. През 1880 публикува своя отчет за експедицията под името „Journal of Expedition from De Grey to Port Darvin“.

## Следващи години (1880 – 1901)
На 15 януари 1880 се жени за Ейми Елиза Барет-Ленар. От 1887 се впуска в политиката, като през 1893 – 1895 и 1898 – 1900 е кмет на Пърт.
Умира на 20 юни 1901 година в Пърт на 51-годишна възраст.